# ویلیام جی. دایر
ویلیام جی. دایر (انگلیسی: William J. Dyer؛ ‏ ۱۱ مارس ۱۸۸۱ – ۲۲ دسامبر ۱۹۳۳) بازیگر اهل ایالات متحده آمریکا بود.
از فیلم‌هایی که وی در آن‌ها نقش داشته‌است، می‌توان به شلیک نکن و بانگ خاموش اشاره نمود.